# Vincenzo Milani
Vincenzo Milani (Treviso, 1597 circa – 1666 circa) è stato un vescovo cattolico italiano.

## Biografia
Dottore in utroque iure, fu incardinato sacerdote nel clero di Treviso e venne nominato arciprete di Istrana.
Dopo la morte di Angelo Castellari, fu nominato vescovo di Caorle il 1º luglio 1641 da papa Urbano VIII e consacrato dal cardinale Giulio Cesare Sacchetti il 7 luglio successivo. In qualità di vescovo di Caorle assistette il patriarca di Venezia Federico Corner nelle sue visite pastorali e con lui, presenziò in qualità di vescovo partecipante, alla consacrazione della cattedrale di San Pietro di Castello il 2 settembre 1643, insieme al vescovo di Chioggia Francesco de Grassi.
Il 19 dicembre dell'anno successivo fu traslato alla sede vescovile di Farra e Lesina da papa Innocenzo X, come attestano diverse fonti a partire dall'Ughelli, il quale afferma che «ad Pharensem deinde cathedram translatus est», sebbene erroneamente diverse altre fonti riportano che lo spostamento fu effettuato alla sede di Curzola. Tuttavia è chiara la menzione che ne fa il vescovo di Treviso Giuseppe Grasser nella sua visita pastorale compiuta negli anni 1826-1827, il quale riporta la consacrazione della chiesa di San Giovanni Battista di Istrana, avvenuta nel 1651, come celebrata dal «vescovo Farense Vincenzo Milani». Inoltre è sufficiente a dipanare definitivamente ogni dubbio la dedica fatta dall'oratoriano padre Antonio Glielmo, poi vescovo di Acerno, nel suo scritto Li riflessi della ss. Trinità: «All'illustrissimo e reverendissimo Monsignor Vincenzo Milani vescovo di Lesina et Brazza».
Morì nel 1666, lasciando per iscritto nel suo testamento che tutti i crediti che gli fossero spettati fossero devoluti alla chiesa di Caorle.

## Genealogia episcopale
La genealogia episcopale è:
- Cardinale Tolomeo Gallio
- Vescovo Cesare Speciano
- Patriarca Andrés Pacheco
- Cardinale Agostino Spinola
- Cardinale Giulio Cesare Sacchetti
- Vescovo Vincenzo Milani